# Igüerri

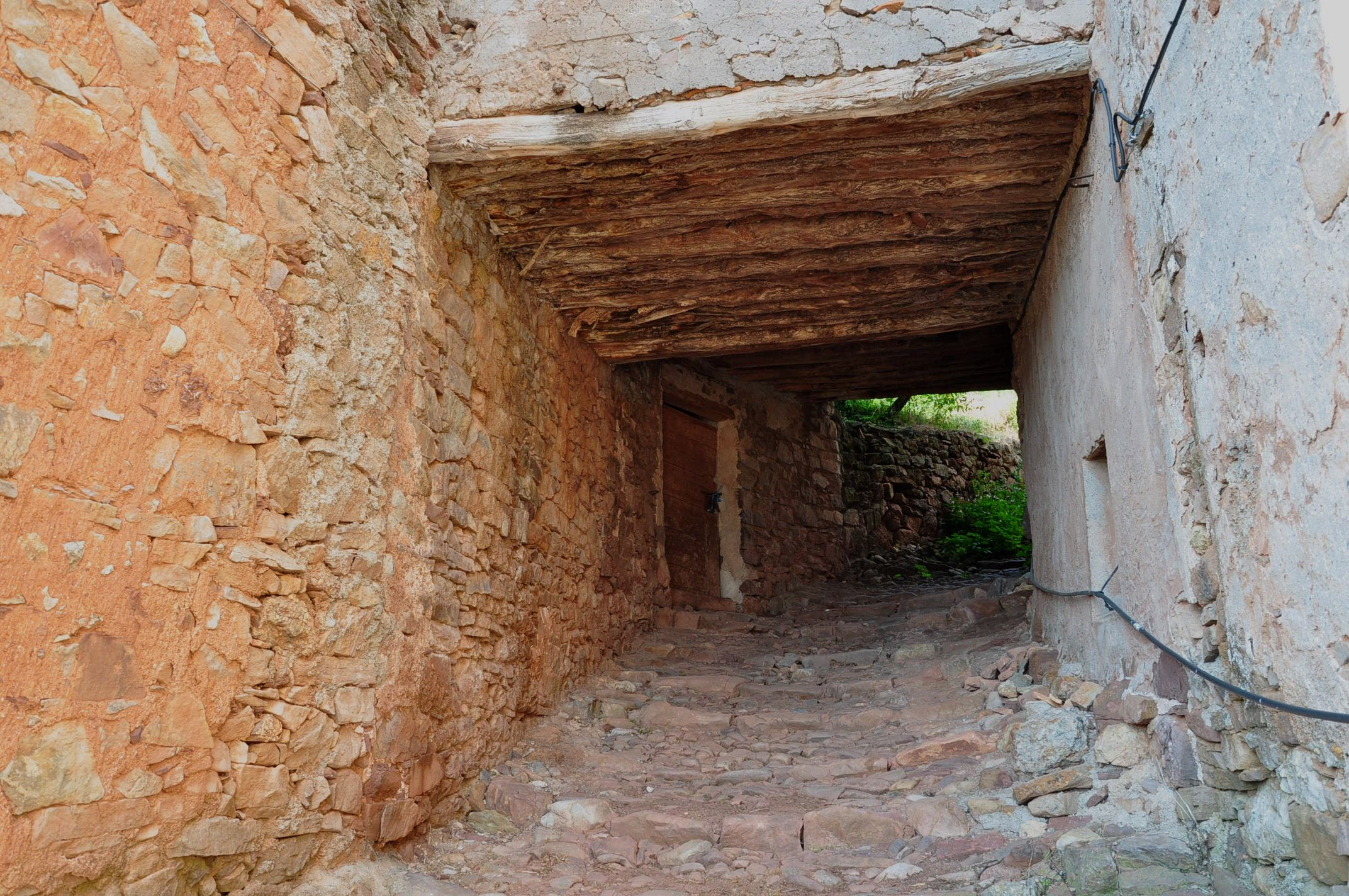
Carrer cobert a Igüerri

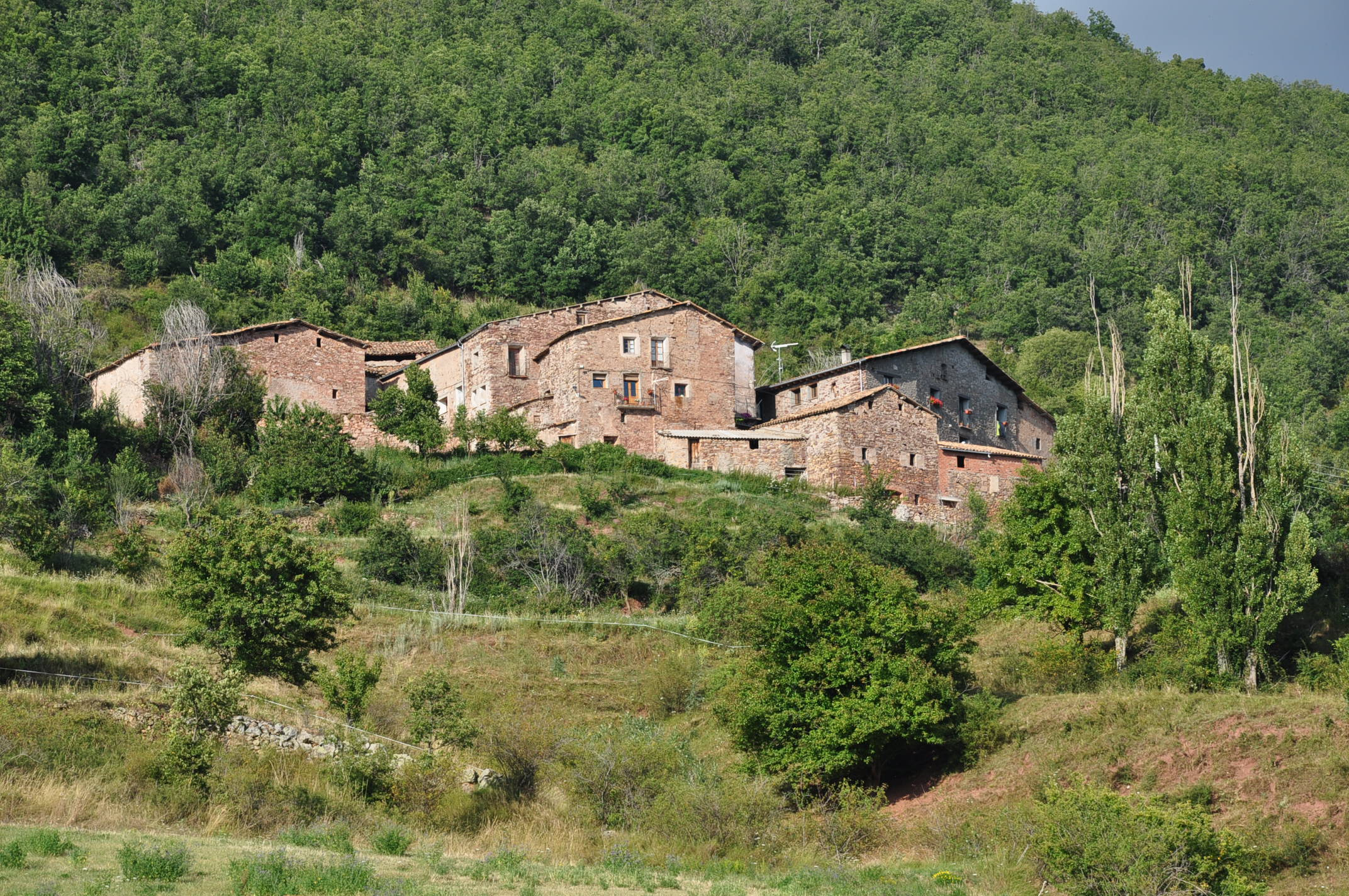
Igüerri

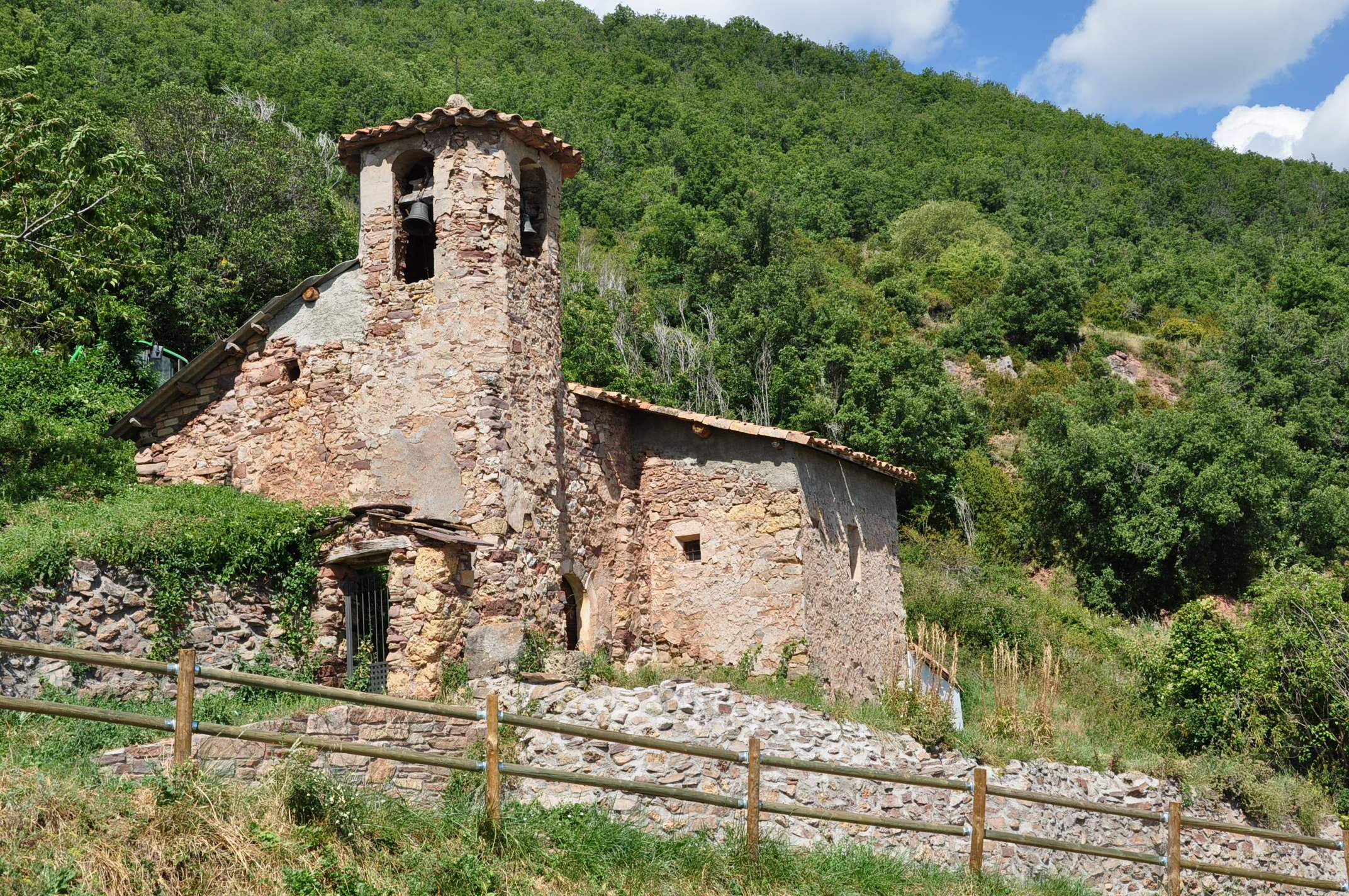
Església de Sant Esteve d'Igüerri

Igüerri és un poble del terme municipal del Pont de Suert, a la comarca de l'Alta Ribagorça. Formà part del terme de Llesp fins a la incorporació al Pont de Suert el 1965. És a prop de l'extrem de llevant de l'antic municipi de Llesp.
Està situat a 1.336,5 metres d'altitud, dalt d'un turó d'on davallen cap a ponent el barranc del Camí d'Irgo, cap al sud-oest, el barranc de l'Oratori, i cap al sud el barranc de la Font de Puiol.
S'accedeix al poble per una pista asfaltada i estreta, que mena des del quilòmetre 7 de la carretera L-500, al nord-est de Cóll a El Pont de Suert passant per Iran, Irgo i Gotarta.
La seva església és un dels monuments que reflecteixen la història del poble. És dedicada a sant Esteve, i es troba a l'extrem sud-est del poble. És d'estructura senzilla amb una nau i amb un campanar baix i ample de figura octogonal; és pobra en decoració. Encara s'hi canten, com a la majoria de pobles catalans, cada any els goigs a Sant Esteve, sant patró d'Igüerri. És sufragània de la parròquia de la Mare de Déu de les Neus d'Irgo.

## Etimologia
El nom és d'origen basc (de gorri, rogenc).

## Història
En el Fogatge del 1553 hi consten, com a Eguerri, tres focs (uns 15 habitants).
Igüerri va tenir ajuntament propi des de la formació dels ajuntaments moderns a partir de la promulgació de la Constitució de Cadis, i el va mantenir fins al 1847, any en què es va veure obligat a unir-se a Llesp en no arribar als 30 veïns (caps de família) que exigia la nova llei municipal aprovada dos anys abans.
Pascual Madoz, en el seu Diccionario geográfico... del 1845 descriu el poble dient que és en el vessant meridional d'una muntanya que l'arrecera una mica dels vents del nord, i que té un clima fred mitjanament sa. El poble, segons ell, està format per quatre cases baixes i de mala construcció que formen un carrer costerut i incòmode, amb església dedicada a sant Esteve, que depèn de la parròquia de Gotarta. El cementiri i l'església estaven una mica separats del poble, i aquest disposava d'una font propera, i una altra de més llunyana, a un quart d'hora, camí d'Irgo, que es feia servir quan s'assecava la primera.
El terreny d'Igüerri era muntanyós, aspre i de mala qualitat, i la part dedicada al conreu produeix poc; hi havia roures i bardisses, així com alguns prats de secà. S'hi collien 120 quarteres de sègol, 10 d'ordi, 10 de civada i 20 de mongetes i altres llegums, a més de moltes patates, principalment aliment dels d'Igüerri. S'hi cria bestiar de llana i boví, així com les mules necessàries per al treball dels camps. Constituïen el poble 2 veïns i 10 habitants.
El 1981 hi consten 10 habitants, que havien baixat a 8 el 2006. El 2019 en tenia 9.